# Araneus fastidiosus
Araneus fastidiosus là một loài nhện trong họ Araneidae.
Loài này thuộc chi Araneus. Araneus fastidiosus được Eugen von Keyserling miêu tả năm 1887.